# Sabrina Sadowska
Sabrina Sadowska (* 17. Dezember 1964 in Basel) ist eine schweizerische Ballett-Tänzerin, Choreografin, Ballettdirektorin und Stifterin.

## Familie
Aufgewachsen ist Sabrina Sadowska in Kleinbasel. Die Familie väterlicherseits stammt aus dem Rheintal, Balgach bei St. Gallen, Schweiz. Ihr Vater Willy Oehler war Prokurist an der Mustermesse Basel, heute MESSE BASEL, verstarb jedoch früh.
Mütterlicherseits stammte die Urgroßmutter Maria Lewandowski aus Polen und tourte mit zwei Cousinen als Tanz-Trio Lewandowski im ausgehenden 19. Jahrhundert durch Europa und Übersee. In Bukarest begegnetet sie William H. MacDuff, einem schottischen „Ingineer for Mining and Petroleum“, der zwischen Südafrika und Ploiesti tätig war. Aus der Liaison erblickte 1904 die Großmutter Wilhelmine Lewandowski die Welt. Die Liebe brachte diese nach Italien, wo sie den Hotelfachangestellten Hugo Perucchini aus Stresa heiratete. Deren Tochter, Mutter von Sabrina Sadowska namens Maria Pia Perucchini, wuchs in Baveno am Lago Maggiore auf und kam nach ihrer Ausbildung zur Krankenschwester am Hôpital de Malévoz in Monthey, bekannt unter Spital Wallis, nach Basel.

## Leben und Wirken
Sadowska erhielt ihren ersten Ballettunterricht 1970 an der Ballettakademie Maria Gorkin-Ise Leukern in ihrer Heimatstadt Basel. Während der Schulzeit erhielt sie Gehörbildung und studierte klassische Gitarre bei Benjamin Buch an der Musik-Akademie der Stadt Basel. Sie besuchte das Gymnasium Bäumlihof und bestand 1983 mit Matura die Hochschulreife. 1985 absolvierte Sadowska das Diplom als Tänzerin und Ballettpädagogin in den Stilen der klassischen Tanzausbildung nach den Methoden der russischen Balletttänzerin und Tanzpädagogin Agrippina Jakowlewna Waganowa und der Royal Academy of Dance (RAD).
1985 erhielt sie ihr erstes Engagement als Tänzerin am Theater Trier. Es folgten Engagements 1988 am Stadttheater Bremerhaven und 1992 am Opernhaus Halle, Saale.
Innerhalb ihrer Tänzerlaufbahn besuchte sie regelmäßig Meisterklassen und Weiterbildungen. Als Stipendiatin der Royal Danish Ballet Summer Academy konnte sie sich von 1986 bis 1992 eingehend mit dem Bournonville-Stil am Königlich Dänischen Ballett in Kopenhagen befassen.
Ihre eigene Arbeit als Ballettmeisterin und Pädagogin wurde durch die jahrelange Zusammenarbeit mit dem berühmten Ballettmeister Peter Appel sowie den Pädagogen Gilbert Mayer und Christiane Vaussard der Pariser Oper geprägt. Insbesondere Peter Appel, Ballettmeister und zeitweise Ballettdirektor der Oper Köln, Gründungsmitglied des Kölner Tanzforums, Künstlerischer Leiter des Tanzwissenschaftlichen Instituts für Bühnentanz Köln, Ballettmeister am Hamburg Ballett, Basler Ballett des Theater Basel, des Balletts der Deutschen Oper am Rhein und Zürcher Ballett, der wegweisend war für Generationen von Tänzern, beeinflusste als Mentor maßgeblich ihren Weg als Ballettmeisterin.
1997 holte sie Ralf Dörnen, ehemals Solist beim Hamburg Ballett-John Neumeier, zunächst als Ballettmeisterin und dann ab 1999 als Stellvertretende Ballettdirektorin an das Ballett Vorpommern der Theater Vorpommern GmbH, Greifswald/Stralsund/Putbus. Gemeinsam brachten sie die Tanzkunst in Vorpommern aus dem Dornröschenschlaf und entwickelten in schwierigen, wirtschaftlichen Zeiten das Ballett Vorpommern zu einer ersten Adresse im Nordosten der Republik.
1998 begann Sadowska für Schauspiel und Musiktheater eigene Choreographien zu kreieren.
Von 2001 bis 2016 war sie Kuratorin ab 2003 auch Organisatorin des Internationalen Festivals „Tanztendenzen“. Das namhaft erste Festival für zeitgenössischen Tanz und Performance im Nordosten der Republik öffnete sie erfolgreich für junge Nachwuchschoreographen.
2013 studierte Sabrina Sadowska Theater- und Musikmanagement an der Theaterwissenschaft der Ludwig-Maximilians-Universität München und bestand ihr Weiterbildungsdiplom mit der Arbeit: 2020 – Reform des Länderfinanzausgleichs – Chance oder Katastrophe für die Deutschen Kultureinrichtungen und Kulturförderung?.
2013/2014 holte Reiner Feistel sie als Ballettbetriebsdirektorin und 1. Ballettmeisterin an die Städtischen Theater Chemnitz, wo sie gemeinsam mit Reiner Feistel das Ballett Chemnitz leitete und als Choreografin verschiedene Produktionen übernahm. 2015 gründete Sadowska das Internationale Festival „Tanz | Moderne | Tanz“ in Chemnitz. 2016 folgte sie der Einladung des Bundespräsidenten zu „Deutschland Tanzt“ zum Tanzjahr 2016.
Seit Beginn der Spielzeit 2017/2018 steht das Ballett Chemnitz unter ihrer Leitung als Ballettdirektorin. Mit internationalen Gastchoreografen gestaltete sie ein Spektrum vom klassischen bis zum zeitgenössischen Ballett. Als jährliche Veranstaltungen etablierte Sadowska die Chemnitzer BallettBenefizGala, bei der Tanz Compagnien aus ganz Deutschland ohne Gage für karitative Zwecke auftreten. Zusätzlich gründete und leitet sie in Chemnitz das Festival für zeitgenössischen Tanz, „Tanz | Moderne | Tanz“, eine internationale Plattform für zeitgenössischen Tanz. Ihr Konzept und Präsentation für den Bereich Tanz/Ballett überzeugte im Team der Bewerbung um die Kulturhauptstadt Chemnitz.

## Zitat
„Frauen dürfen erst seit hundert Jahren einen Beruf ausüben. Wir haben noch viertausend Jahre nachzuholen.“

## Choreographien (Auswahl)
Seit 1998 bewerkstelligte Sadowska über 50 eigene Choreografien für die Sparten Schauspiel und Musiktheater:
Ab 2001 zeichnen Sadowska auch Tanz- und Theatervermittlung an Schulen als Regisseurin und Choreographin, in Kooperation mit Schulen, Jugendverbänden, Caritas und Präventionsprogrammen aus. Es entstanden Schultanzprojekte u. a. für die Greifswalder Bachwoche und das Schauspielhaus Chemnitz.
Besonders erwähnenswert sind folgende Choreographien:
- 2016 – Lampenfieber – It’s Showtime! – Ballettrevue von Sabrina Sadowska Choreographie: Sabrina Sadowska, Reiner Feistel, Mark McClain, Götz Hellriegel, Peter Svenzon
- 2015 – Die Moderne geht Baden – Jahreszeiten
- 2019 – Schwanensee – Ballett von Eno Peci und Sabrina Sadowska
- 2019 – Der Nussknacker – Ballett von Sabrina Sadowska

## Ballettpädagogin
Zahlreiche Einladungen als Ballettpädagogin führten Sabrina Sadowska an staatl. Ballettschulen und zu mehreren Kompanien im In- und Ausland.

## Gründerin
Am 17. Dezember 2009 wurde die „Stiftung TANZ – Transition Zentrum Deutschland“ mit Sitz in Berlin von den Stifterinnen Sabrina Sadowska und Inka Atassi mit privaten Mitteln ins Leben gerufen. Die Stiftung wurde gegründet, um Tänzerinnen und Tänzer während der Ausbildung, der Karriere und nach Beendigung der aktiven tänzerischen Laufbahn bei ihren beruflichen Übergangsprozessen zu fördern und ideell und materiell unterstützen.
Dem Vorstand und Kuratorium stehen seit Gründung Persönlichkeiten aus den Bereichen Tanz, Kunst, Politik, Gesellschaft und Wirtschaft an. Kuratoriumsvorsitzender ist seit Gründung Prof. John Neumeier, Intendant und Chefchoreograph des Hamburg Balletts.

## Ehrenamtliches Engagement (Auswahl)
- 2005–2017: Präsidiumsmitglied der BBTK (Bundesdeutsche Ballett- und Tanztheaterdirektoren*innen Konferenz), Mitinitiatorin eines neuen Diskussionsforums TRANSITION[27]
- 2001–2016: Kuratorin und Organisationsleitung beim Festival „Tanztendenzen“ in Greifswald (Mecklenburg-Vorpommern)[9]
- 2010–2013: Kuratoriumsmitglied für Residenzprogramme / Schloss Bröllin
- 2004–2013: Jurymitglied und Jurypräsidentin für Tanzstipendien beim Migroskulturprozent
- 2009–2013: Betriebsratsvorsitzende der Theater Vorpommern GmbH
- Seit 2006: Leiterin der AG Transition der Ständigen Konferenz Tanz (SK-Tanz)
- Seit 2010: Stifterin und Vorstandsvorsitzende der Stiftung TANZ – Transition Zentrum Deutschland[28]
- Seit 2015: Gründerin und Leiterin des Festivals „Tanz | Moderne | Tanz“ – internationale Plattform für zeitgenössischen Tanz in Chemnitz (Sachsen)
- Seit 2017: Mitglied des Programmrats im Zuge der Bewerbung um die europäische Kulturhauptstadt 2025 der Stadt Chemnitz
- Seit 2019: Gründungsmitglied und Vorstandsvorsitzende des Fördervereins für zeitgenössischen Tanz Chemnitz – Tanz|Moderne|Tanz e.V.
- Seit 2019: Mitglied im Programmrat Kulturhauptstadt Chemnitz 2015[29][30]

## Auszeichnungen (Auswahl) und Ehrungen
- 2013 Eintrag ins Goldene Buch der Universität- und Hansestadt Greifswald, Hoffnungsträger 2010 Jahrbuch TANZ[31]
- Sabrina Sadowska ist seit 2016 Trägerin der Verdienstmedaille des Bundesverdienstkreuzes.[32][33]
- Am 3. Juni 2023 erhielt sie die Sächsische Verfassungsmedaille.[34]

## Dokumentarfilme
- Es gibt keine Perfektion – Sabrina Sadowska[35]
- Hinter den Kulissen: Ein Gespräch mit einer Ballett-Direktorin[36]
- 34. Folge – Tanz-Interview mit Ballettdirektorin Sabrina Sadowska über die Stiftung TANZ und Ihr Leben[37]
- Unsere Zehn für Chemnitz Sabrina Sadowska[38]

## Ausstellungen
- 2013: 15 Jahre Ballett Vorpommern